# Janirella laubieri
Janirella laubieri är en kräftdjursart som beskrevs av Chardy 1974. Janirella laubieri ingår i släktet Janirella och familjen Janirellidae. Inga underarter finns listade i Catalogue of Life.